# 航空自衛隊の団一覧
航空自衛隊の団一覧（こうくうじえいたいのだんいちらん、List of JASDF Wing）は航空自衛隊に編成されている団の一覧である。

## 航空団
- 第1航空団 … 浜松基地（静岡県）
- 第2航空団 … 千歳基地（北海道）
- 第3航空団 … 三沢基地（青森県）
- 第4航空団 … 松島基地（宮城県）
- 第5航空団 … 新田原基地（宮崎県）
- 第6航空団 … 小松基地（石川県）
- 第7航空団 … 百里基地（茨城県）
- 第8航空団 … 築城基地（福岡県）
- 第9航空団 … 那覇基地（沖縄県）

## 航空警戒管制団
- 北部航空警戒管制団 … 三沢基地（青森県）
- 中部航空警戒管制団 … 入間基地（埼玉県）
- 西部航空警戒管制団 … 春日基地（福岡県）
- 南西航空警戒管制団 … 那覇基地（沖縄県）

## 飛行教育団
- 第11飛行教育団 … 静浜基地（静岡県）
- 第12飛行教育団 … 防府北基地（山口県）
- 第13飛行教育団 … 芦屋基地（福岡県）

## その他の団
- 警戒航空団 … 浜松基地（静岡県）
- 航空救難団 … 入間基地（埼玉県）
- 航空戦術教導団 … 横田基地（東京都）
- 飛行開発実験団 … 岐阜基地（岐阜県）